# فرانك هاموند
فرانك هاموند (بالإنجليزية: Frank Hammond)‏ هو كاتب أمريكي، ولد في 12 أكتوبر 1921، وتوفي في 2004.